# Cynthia Nixon
Cynthia Ellen Nixon (Nueva York, 9 de abril de 1966) es una actriz, directora de teatro y activista estadounidense ganadora de dos Premio Primetime Emmy, dos Premios Tony y un Premio Grammy. Es reconocida por interpretar a Miranda Hobbes en la serie de televisión de la HBO, Sex and the City (1998–2004), reemplazando el mismo papel para la serie de televisión secuela And Just Like That... (2021–2025).
Hizo su debut en Broadway en la reposición de The Philadelphia Story en 1980. Posteriormente, recibió dos Premios Tony: el primero a la mejor actriz principal en una obra de teatro por Rabbit Hole (2006) y el segundo a la mejor actriz de reparto en una obra de teatro por The Little Foxes (2017). Sus otros trabajos en Broadway incluyen The Real Thing (1983), Hurlyburly (1983), Indiscretions (1995), The Women (2001) y Wit (2012).
En 2018, Nixon se postuló para gobernadora de Nueva York como miembro del Partido de Familias Trabajadoras, desafiando al entonces gobernador demócrata Andrew Cuomo. Perdió las primarias demócratas contra Cuomo el 13 de septiembre de 2018, con el 34% de los votos frente al 66% de él. Nixon ha sido una defensora de los derechos LGBT en Estados Unidos, en particular del derecho al matrimonio igualitario. Conoció a su esposa en una manifestación por los derechos de las personas homosexuales en 2002 y anunció su compromiso en una manifestación a favor del matrimonio igualitario en Nueva York en 2009. Recibió el Premio a la Visibilidad de la Campaña de Derechos Humanos en 2018.

## Primeros años
Nixon nació en Nueva York, Estados Unidos. Sus padres son Anne Elizabeth Knoll, una actriz originaria de Chicago, Illinois, y Walter E. Nixon, un periodista de radio de Texas. Ella atribuye a su madre el mérito de haberla "adoctrinado" en el teatro. Es de ascendencia inglesa y alemana. Sus abuelos fueron Adolph Knoll, Etta Elizabeth Williams, Walter E. Nixon y Grace Truman McCormack. Los padres de Nixon se divorciaron cuando ella tenía seis años. Según Nixon, su padre era a menudo desempleado y su madre era el principal sostén de la familia.
Se graduó de la Hunter College donde estaba en un grupo de teatro y a menudo se tomaba tiempo fuera de la escuela para actuar en películas; y también asistió a la Barnard College donde se graduó en Literatura Inglesa. En la primavera de 1986, estudió en el extranjero gracias a una beca de Semester at Sea.

## Carrera

### 1979–1997: Primeros papeles y trabajo teatral
La primera aparición de Nixon en pantalla (a los 8 años) fue en To Tell the Truth, donde trabajaba su madre, haciéndose pasar por una campeona juvenil de equitación. A los doce años de edad en la comedia Faldas revoltosas. En 1980, hizo su debut en Broadway como Dinah Lord en una reposición de The Philadelphia Story. Alternando entre cine, televisión y teatro, hizo proyectos como la película de ABC de 1982 My Body, My Child, las películas El príncipe de la ciudad (1981) y I Am the Cheese (1983), y las producciones Off-Broadway de 1982 de Lydie Breeze de John Guare.
En 1984, mientras era estudiante de primer año en Barnard College, Nixon hizo historia teatral al aparecer simultáneamente en dos exitosas obras de Broadway dirigidas por Mike Nichols. Fueron The Real Thing, donde interpretó a la hija de Jeremy Irons y Christine Baranski; y Hurlyburly, donde interpretó a una joven que se encuentra con ejecutivos sórdidos de Hollywood. Posteriormente apareció en la película: Amadeus (1984).
Obtuvo su primer papel importante de reparto en una película como una adolescente inteligente que ayuda a su novio (Christopher Collet) a construir una bomba nuclear en The Manhattan Project (1986) de Marshall Brickman. Más tarde, Nixon interpretó a Julieta en una producción del Festival de Shakespeare de Nueva York de Romeo y Julieta (1988).
Nixon sucedió a Marcia Gay Harden como Harper Pitt en Ángeles en América (1994) de Tony Kushner, recibió una nominación a los Tony por su actuación en Indiscreciones (Los padres terribles) (1996), su sexto espectáculo en Broadway, y, aunque originalmente perdió el papel ante otra actriz, finalmente asumió el papel de Lala Levy en la ganadora del Premio Tony,  The Last Night of Ballyhoo (1997). Mientras en el cine, asumía papeles secundarios en películas como O.C. and Stiggs; Juguete mortal; A rienda suelta; La familia Addams 2: la tradición continúa; El informe Pelícano, Cuidado: ¡bebé suelto!, bajo la dirección de John Hughes, Marvin's Room o Perdidos en Nueva York.
En televisión, Nixon tuvo su primer papel profesional en un "Afterschool Special" de la ABC: Seven Wishes of a Rich Kid. Desde entonces ha intervenido en Private History of a Campaign That Failed, de Mark Twain, para la PBS; en Fifht of July, de Lanford Wilson; y en Women and Wallace (estas dos últimas para American Playhouse).
Nixon intervino en el telefilme Alma de Navidad. Ha protagonizado Face of a Stranger y The Love She Sought. Cuando Nixon y Sarah Jessica Parker tenían respectivamente, trece y catorce años de edad, interpretaron a las hijas de Vanessa Redgrave en My Body, My Child, sobre el derecho de una mujer a ejercer el aborto.

### 1998–2011:Sex and the Cityy salto a la fama
Fue una de las cuatro actrices protagonistas de la comedia de HBO Sex and the City (1998-2004), como la abogada Miranda Hobbes. Nixon recibió tres nominaciones al Premio Primetime Emmy a la Mejor Actriz de Reparto en una Serie de Comedia (2002, 2003, 2004), ganando el premio en 2004 por la última temporada del programa.
Tuvo después su primer papel protagónico en un largometraje, interpretando a una artista de video que se enamora, a pesar de sus mejores esfuerzos por evitar el compromiso, de un actor bisexual que casualmente está saliendo con un hombre gay (su mejor amigo) en Advice from a Caterpillar (2000), así como protagonizó junto a Scott Bakula la película navideña para televisión Papa's Angels (2000). En 2002, también actuó en la comedia independiente  Igby Goes Down, y su participación en la producción teatral de la obra de Clare Boothe Luce The Women fue capturada para la serie Stage on Screen de PBS.
Continuó con el papel de Eleanor Roosevelt en la serie de HBO Warm Springs (2005), que narraba la búsqueda de Franklin Delano Roosevelt de una cura milagrosa para la polio. Nixon recibió una nominación al Emmy como Mejor Actriz Principal en una Miniserie o Película por su actuación. En diciembre de 2005, apareció en la serie de televisión "House" de Fox Network, en el episodio "Deception (House)", interpretando a una paciente que sufre una convulsión. En 2006, apareció en el drama ganador del Premio Pulitzer Rabbit Hole de David Lindsay-Abaire en una producción del Manhattan Theatre Club, y ganó el Premio Tony a la Mejor Actriz en un Papel Protagónico.

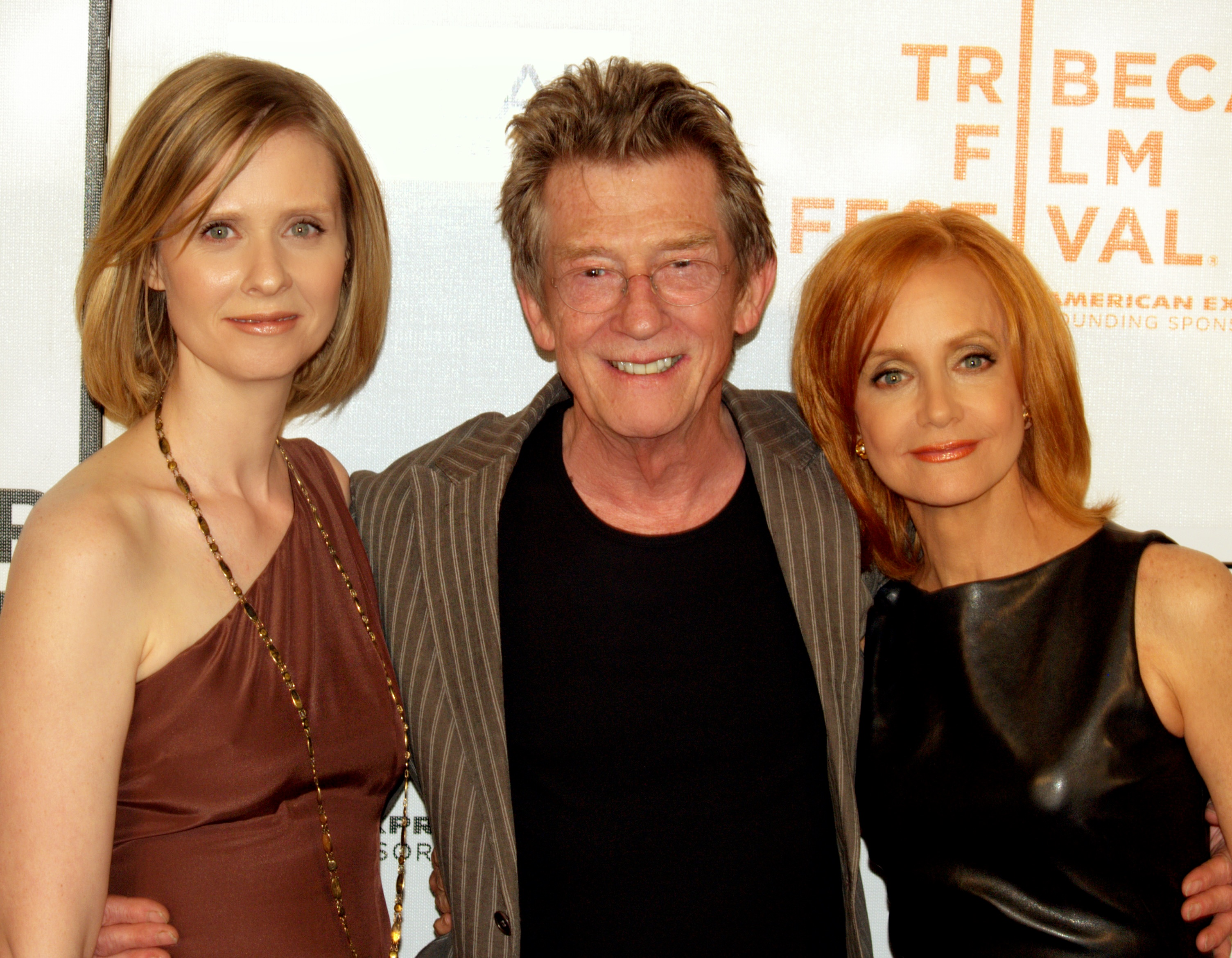
Nixon (izquierda), John Hurt (centro) y Swoosie Kurtz (derecha) en el estreno de An Englishman in New York, 2009.

En 2008, volvió a su papel como Miranda Hobbes en el largometraje Sex and the City, dirigido por el productor ejecutivo de HBO Michael Patrick King y coprotagonizado por el elenco de la serie original. Ese mismo año, ganó un Emmy por su aparición como invitada en un episodio de Law & Order: Special Victims Unit, interpretando a una mujer que finge tener un trastorno de identidad disociativo. En 2009, Nixon ganó el Premio Grammy al Mejor Álbum Hablado junto con Beau Bridges y Blair Underwood por el álbum An Inconvenient Truth (Al Gore).
Nixon apareció en un episodio de Law & Order: Criminal Intent (2010) basado en los problemas que rodearon al musical de Broadway Spider-Man: Turn Off the Dark. Su personaje es "Amanda Reese, la directora nerviosa y más grande que la vida detrás de una versión de Broadway plagada de problemas de Ícaro", inspirada vagamente en la directora de Spider-Man Julie Taymor.

### 2012–2025: Papeles en televisión

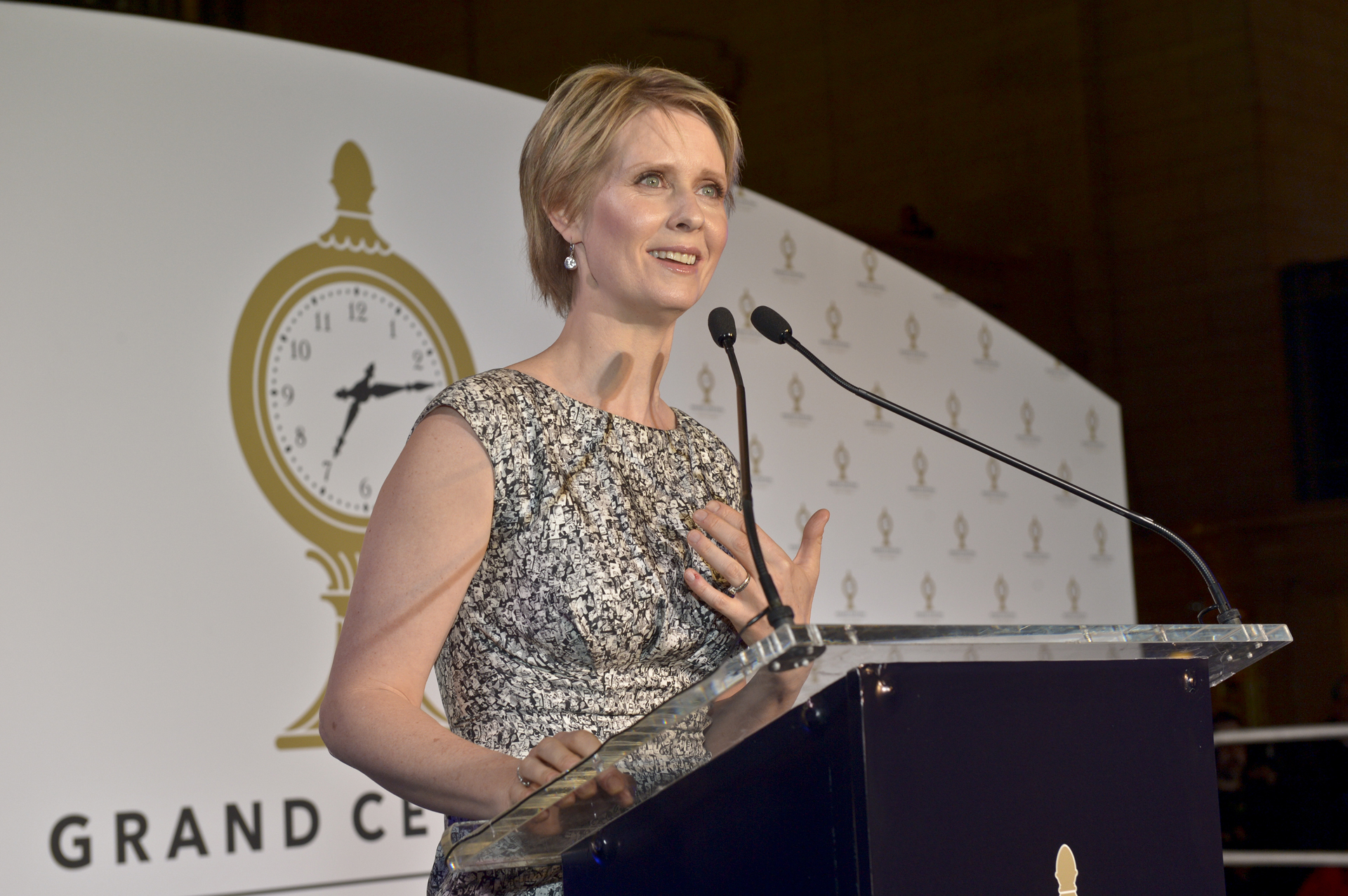
Nixon en 2013

En 2012, Nixon interpretó a la profesora Vivian Bearing en el debut en Broadway de la obra ganadora del premio Pulitzer de Margaret Edson, Wit. Producida por el Manhattan Theatre Club, la obra se estrenó el 26 de enero de 2012 en el Teatro Samuel J. Friedman. Nixon recibió una nominación al premio Tony a la mejor actriz en una obra por su actuación. Nixon también protagonizó a Petranilla en la miniserie de televisión World Without End (2012) de Ken Follett, transmitida por ReelzChannel, junto a Ben Chaplin, Peter Firth, Charlotte Riley y Miranda Richardson.
En 2015, Nixon apareció en dos películas que se estrenaron en el Festival de Cine de Sundance: Stockholm, Pennsylvania y James White. Recibió elogios de la crítica por ambas actuaciones, especialmente por la última, que algunos consideraron "digna de un Oscar". Al año siguiente, Nixon interpretó el papel principal de la poeta estadounidense solitaria Emily Dickinson en la película biográfica A Quiet Passion dirigida y escrita por Terence Davies.
Nixon volvió a Broadway en la reposición de The Little Foxes, que se estrenó oficialmente el 19 de abril de 2017 en el Teatro Samuel J. Friedman. Alternó los papeles de Regina y Birdie con Laura Linney, y ganó su segundo premio Tony por su interpretación de Birdie.
En enero de 2019, se anunció que Nixon protagonizará la próxima serie dramática de Netflix, Ratched (2020). Desde 2021 a 2025 regresó al papel de Miranda Hobbes en la serie secuela de Sex and the City And Just Like That... para HBO Max donde también se desempeña como productora ejecutiva. Desde 2022 asumió un papel principal de Ada Brook en otro programa de HBO Max The Gilded Age (2022-presente), protagonizado junto a Louisa Jacobson, Christine Baranski y Carrie Coon.

## Filantropía y activismo
Nixon es miembro de los Socialistas Democráticos de América. Nixon ha defendido durante mucho tiempo la educación pública. Es portavoz de la Alianza para la Educación de Calidad de Nueva York, una organización que defiende la equidad en la educación pública. Además, es defensora de causas a favor de la salud de la mujer. También, ha sido una defensora de los derechos LGBT en los Estados Unidos, particularmente el derecho al matrimonio entre personas del mismo sexo. Conoció a su esposa en una manifestación por los derechos de los homosexuales en 2002 y anunció su compromiso en una manifestación por el matrimonio entre personas del mismo sexo en Nueva York en 2009. Recibió el premio Artista por la Igualdad de la Universidad de Yale en 2013 y un Premio a la Visibilidad de la Campaña de Derechos Humanos en 2018.
En 2023, Nixon firmó una carta abierta en la que expresaba "serias preocupaciones sobre el sesgo editorial" en los informes del New York Times sobre las personas transgénero. La carta describió la cobertura del periódico como una mezcla inquietantemente familiar de pseudociencia y lenguaje eufemístico y cargado de contenido, y planteó inquietudes sobre las prácticas de empleo del periódico con respecto a los colaboradores trans.

### Elecciones a gobernador de 2018
El 19 de marzo de 2018 Nixon anunció su candidatura para gobernadora del Estado de Nueva York. Perdió en las primarias demócratas ante Andrew Cuomo el 13 de septiembre de 2018, con el 34% de los votos contra su 66%. Nixon fue nominada como candidata a gobernadora por el Partido de las Familias Trabajadoras, el Partido dio su apoyo a Cuomo después de que Nixon perdiera en las primarias demócratas.

## Filmografía

### Películas
| Año  | Título                          | Rol                         | Notas        |
| ---- | ------------------------------- | --------------------------- | ------------ |
| 1980 | Little Darlings                 | Sunshine Walker             |              |
| 1981 | Tattoo                          | Cindy                       |              |
| 1981 | Prince of the City              | Jeannie                     |              |
| 1983 | I Am the Cheese                 | Amy Hertz                   |              |
| 1984 | Amadeus                         | Lorl                        |              |
| 1986 | The Manhattan Project           | Jenny Anderman              |              |
| 1987 | O.C. and Stiggs                 | Michelle                    |              |
| 1988 | The Murder of Mary Phagan       | Doreen                      |              |
| 1989 | Let It Ride                     | Evangeline                  |              |
| 1993 | The Pelican Brief               | Alice Stark                 |              |
| 1993 | Addams Family Values            | Heather                     |              |
| 1993 | Through an Open Window          | Nancy Cooper                | Cortometraje |
| 1994 | Baby's Day Out                  | Gilbertine                  |              |
| 1996 | Marvin's Room                   | Directora de casa de retiro |              |
| 2001 | Advice From a Caterpillar       | Missy                       |              |
| 2002 | Igby Goes Down                  | Mrs. Piggee                 |              |
| 2005 | Little Manhattan                | Leslie Burton               |              |
| 2006 | One Last Thing...               | Carol                       |              |
| 2007 | The Babysitters                 | Gail Beltran                |              |
| 2008 | Sex and the City: The Movie     | Miranda Hobbes              |              |
| 2009 | Lymelife                        | Melissa Bragg               |              |
| 2009 | An Englishman in New York       | Penny Arcade                |              |
| 2010 | Sex and the City 2              | Miranda Hobbes              |              |
| 2011 | Rampart                         | Barbara                     |              |
| 2014 | 5 Flights Up                    | Niece                       |              |
| 2015 | Stockholm, Pennsylvania         | Marcy Dargon                |              |
| 2015 | James White                     | Gail White                  |              |
| 2015 | The Adderall Diaries            | Jen Davis                   |              |
| 2016 | A Quiet Passion                 | Emily Dickinson             |              |
| 2017 | The Only Living Boy in New York | Judith Webb                 |              |
| 2018 | The Parting Glass               | Mare                        |              |
| 2019 | Stray Dolls                     | Una                         |              |

### Televisión
| Año           | Título                            | Rol                            | Notas                                      |
| ------------- | --------------------------------- | ------------------------------ | ------------------------------------------ |
| 1982          | My Body, My Child                 | Nancy                          | Película para televisión                   |
| 1988          | Tanner '88                        | Alex Tanner                    | 10 episodios                               |
| 1989          | Gideon Oliver                     | Allison Parrish Slocum         | Episodio: «Sleep Well, Professor Oliver»   |
| 1989          | The Equalizer                     | Jackie                         | Episodio: «Silent Fury»                    |
| 1990          | The Young Riders                  | Annie                          | 2 episodios                                |
| 1990          | Law & Order                       | Laura di Biasi                 | Episodio: "Subterranean Homeboy Blues"     |
| 1990          | The Love She Sought               | Janet                          | Película para televisión                   |
| 1991          | Love, Lies and Murder             | Donna                          | Miniserie                                  |
| 1993          | Murder, She Wrote                 | Alice Morgan                   | Episodio: «Threshold of Fear»              |
| 1996          | Early Edition                     | Sheila                         | Episodio: «Baby»                           |
| 1998–2004     | Sex and the City                  | Miranda Hobbes                 | 94 episodios                               |
| 1999          | The Outer Limits                  | Trudy                          | Episodio: «Alien Radio»                    |
| 1999          | Touched by an Angel               | Melina Richardson/Sister Sarah | Episodio: «Into the Fire»                  |
| 2000          | Papa's Angels                     | Sharon Jenkins                 | Película para televisión                   |
| 2004          | Tanner on Tanner                  | Alex Tanner                    | 4 episodios                                |
| 2005          | ER                                | Ellie                          | Episodio: «Alone in a Crowd»               |
| 2005          | Warm Springs                      | Eleanor Roosevelt              | Película para televisión                   |
| 2005          | House                             | Anica Jovanovich               | Episodio: «Deception»                      |
| 2007          | Law & Order: Special Victims Unit | Janis                          | Episodio: «Alternate»                      |
| 2010–2011     | The Big C                         | Rebecca                        | 10 episodios                               |
| 2011          | Too Big to Fail                   | Michele Davis                  | Película para televisión                   |
| 2011          | Law & Order: Criminal Intent      | Amanda Rollins                 | Episodio: «Icarus»                         |
| 2012          | World Without End                 | Petronilla                     | 7 episodios                                |
| 2012          | 30 Rock                           | ella misma                     | Episodio: «Kidnapped by Danger»            |
| 2013–2014     | Alpha House                       | Senadora Carly Armiston        | 6 episodios                                |
| 2014          | Hannibal                          | Kade Prurnell                  | 4 episodios                                |
| 2015          | The Affair                        | Marilyn                        | Episodio: «210»                            |
| 2016          | Broad City                        | Barb                           | Episodio: «2016»                           |
| 2016          | Killing Reagan                    | Nancy Reagan                   | Película para televisión                   |
| 2020          | Ratched                           | Gwendolyn Briggs               | 8 episodios                                |
| 2021–2025     | And Just Like That...             | Miranda Hobbes                 | 33 episodios, también productora ejecutiva |
| 2022–presente | The Gilded Age                    | Ada Brook                      | Elenco principal                           |

### Teatro
| Año       | Título                                   | Rol                                               | Teatro                     | Presentaciones  | Ref.   |
| --------- | ---------------------------------------- | ------------------------------------------------- | -------------------------- | --------------- | ------ |
| 1980–1981 | The Philadelphia Story                   | Dinah Lord                                        | Vivian Beaumont Theatre    | 60 actuaciones  | [ 54 ] |
| 1984–1985 | The Real Thing                           | Debbie (reemplazo)                                | Plymouth Theatre           | 566 actuaciones | [ 54 ] |
| 1984–1985 | Hurlyburly                               | Donna                                             | Ethel Barrymore Theatre    | 343 actuaciones | [ 54 ] |
| 1989–1990 | The Heidi Chronicles                     | Becky / Clara / Denise                            | Plymouth Theatre           | 622 actuaciones | [ 54 ] |
| 1993–1994 | Angels in America: Millennium Approaches | Harper Pitt (reemplazo) Martin Heller (reemplazo) | Walter Kerr Theatre        | 367 actuaciones | [ 54 ] |
| 1995      | Indiscretions                            | Madeleine                                         | Ethel Barrymore Theatre    | 220 actuaciones | [ 54 ] |
| 1997–1998 | The Last Night of Ballyhoo               | Lala Levy (reemplazo)                             | Helen Hayes Theatre        | 556 actuaciones | [ 54 ] |
| 2001–2002 | The Women                                | Mary Haines                                       | American Airlines Theatre  | 77 actuaciones  | [ 54 ] |
| 2006      | Rabbit Hole                              | Becca                                             | Biltomore Theatre          | 77 actuaciones  | [ 54 ] |
| 2012      | Wit                                      | Vivian Bearing, Ph.D.                             | Samuel J. Friedman Theatre | 60 actuaciones  | [ 54 ] |
| 2014–2015 | The Real Thing                           | Charlotte                                         | American Airlines Theare   | 76 actuaciones  | [ 54 ] |
| 2017      | The Little Foxes                         | Birdie Hubbard / Regina Giddens                   | Samuel J. Friedman Theatre | 87 actuaciones  | [ 54 ] |

## Premios y nominaciones
Nixon ha recibido numerosos premios, entre ellos dos Premios Primetime Emmy, un Premio Grammy, dos Premios del Sindicato de Actores y dos Premios Tony. También ha recibido varias distinciones, como el Premio Muse, otorgado por la Asociación de Mujeres en Cine y Televisión de Nueva York en 2008, el Premio Vito Russo, otorgado por los Premios GLAAD Media en 2010, el Premio Artista por la Igualdad de la Universidad de Yale en 2013, y el Premio Conmemorativo Faith Hubley del Festival Internacional de Cine de Provincetown en 2016.